# César 1994
Die 19. Verleihung der Césars fand am 26. Februar 1994 im Théâtre des Champs-Élysées in Paris statt. Präsident der Verleihung war der Schauspieler Gérard Depardieu. Ausgestrahlt wurde die Verleihung, die von Fabrice Luchini und Clémentine Célarié moderiert wurde, vom französischen Fernsehsender Canal+.
Mit zwölf Nominierungen führte in diesem Jahr Claude Berris Émile-Zola-Verfilmung Germinal das Feld der Nominierten an. Für Kostüme und Kamera konnte das im 19. Jahrhundert angesiedelte Drama um streikende Bergbauarbeiter zwei Césars gewinnen. Jeweils neun Nominierungen hatten im Vorfeld Krzysztof Kieślowskis erster Teil der Drei-Farben-Trilogie, Drei Farben: Blau, und die Fantasykomödie Die Besucher erhalten. Als beste Hauptdarstellerin konnte sich Juliette Binoche bei ihrer fünften Nominierung in dieser Kategorie mit ihrer Rolle in Drei Farben: Blau gegen Sabine Azéma, Josiane Balasko, Vorjahressiegerin Catherine Deneuve, Anouk Grinberg und Miou-Miou behaupten und erstmals den César gewinnen. Bester Hauptdarsteller wurde Pierre Arditi für seine Darstellung von vier verschiedenen Rollen in Alain Resnais’ zweiteiligem Film Smoking / No Smoking. Die achtfach nominierte Verfilmung eines Boulevardstücks von Alan Ayckbourn wurde mit vier weiteren Preisen in den Kategorien Bester Film, Beste Regie, Bestes Drehbuch und Bestes Szenenbild prämiert und stellte sich damit als der Film mit den meisten Auszeichnungen des Abends heraus. Als beste Nebendarsteller setzten sich der Gastgeber der Verleihung, Fabrice Luchini (in Claude Lelouchs Filmkomödie Alles für die Liebe), und Valérie Lemercier (in Die Besucher) gegen die Mitnominierten durch. Olivier Martinez und Valeria Bruni Tedeschi konnten wiederum als beste Nachwuchsdarsteller überzeugen – vor namhafter Konkurrenz: Guillaume Depardieu, Mathieu Kassovitz, Melvil Poupaud und Christopher Thompson bzw. Virginie Ledoyen, Chiara Mastroianni, Florence Pernel und Karin Viard. André Téchinés vielgelobtes Familiendrama Meine liebste Jahreszeit, der Eröffnungsfilm der 46. Filmfestspiele von Cannes, ging bei insgesamt sieben Nominierungen am Ende leer aus. Zum besten ausländischen Film wurde das im Neuseeland des 19. Jahrhunderts spielende und bereits mit der Goldenen Palme prämierte Filmdrama Das Piano von Jane Campion gekürt.

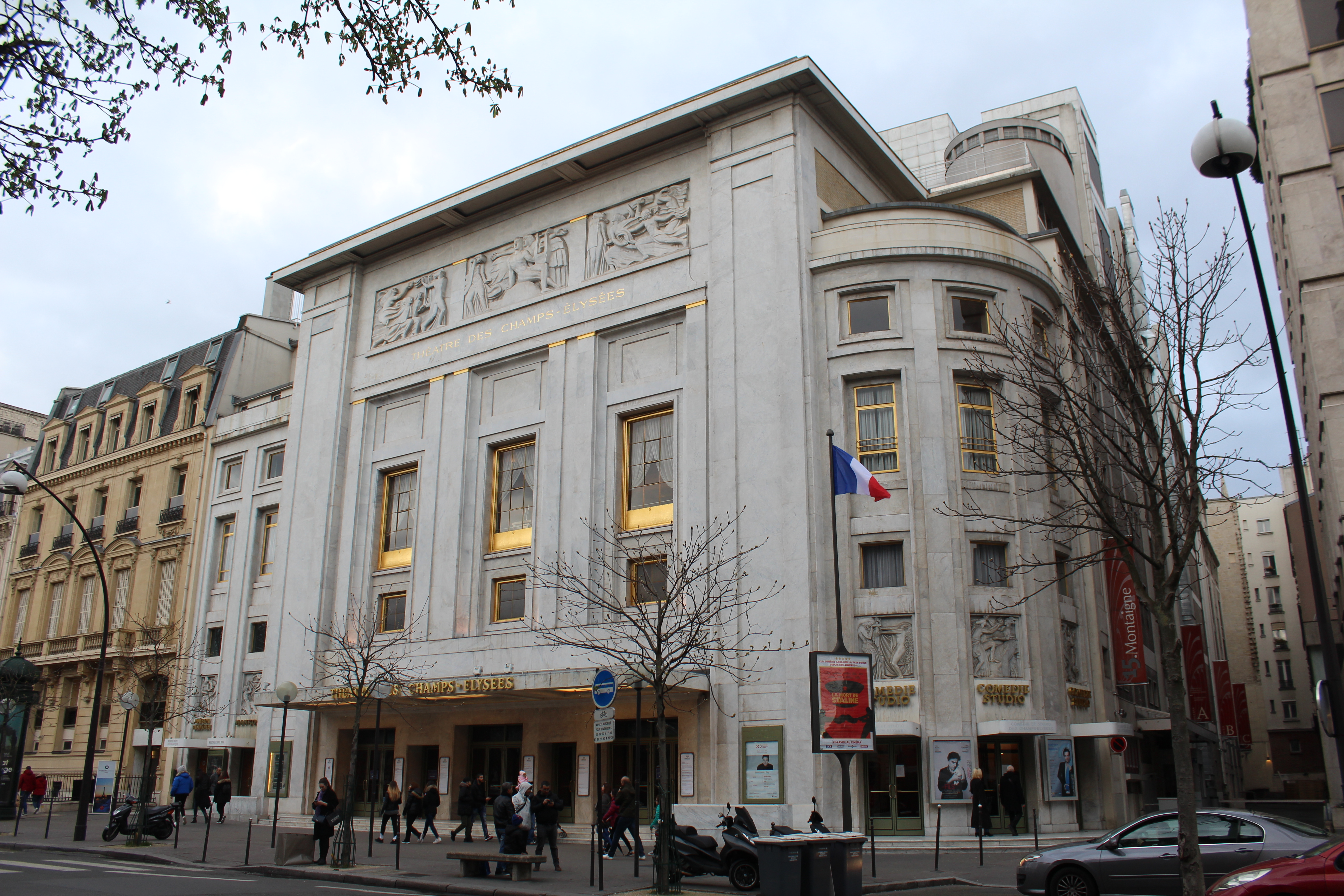
Das Théâtre des Champs-Élysées, der Veranstaltungsort der Verleihung

## Gewinner und Nominierungen

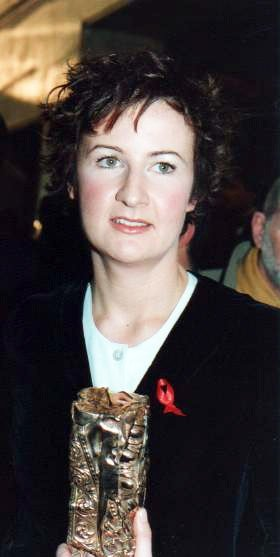
Beste Nebendarstellerin: Valérie Lemercier

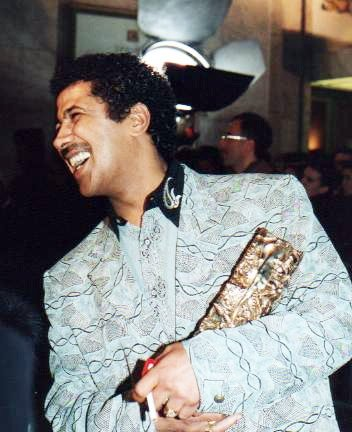
Für die beste Filmmusik ausgezeichnet: Khaled

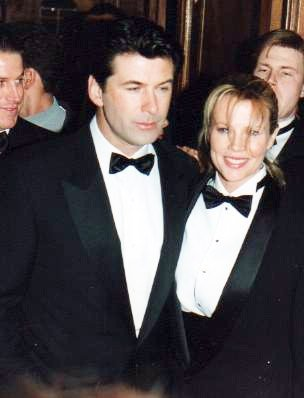
Alec Baldwin und Kim Basinger bei der César-Verleihung

| Statistik (Filme mit mehr als einer Nominierung) N=Nominierung; A=Auszeichnung |    |   |
| Film                                                                           | N  | A |
| Germinal                                                                       | 12 | 2 |
| Drei Farben: Blau                                                              | 9  | 3 |
| Die Besucher                                                                   | 9  | 1 |
| Smoking / No Smoking                                                           | 8  | 5 |
| Meine liebste Jahreszeit                                                       | 7  | 0 |
| Eins, zwei, drei, Sonne                                                        | 5  | 2 |
| Verrückt – nach Liebe                                                          | 3  | 1 |
| Les Marmottes                                                                  | 3  | 0 |
| Der Killer und das Mädchen                                                     | 2  | 0 |
| Le Nombril du monde                                                            | 2  | 0 |
| Lola liebt’s Schwarzweiß                                                       | 2  | 0 |

### Bester Film (Meilleur film)
Smoking / No Smoking – Regie: Alain Resnais
- Germinal – Regie: Claude Berri
- Meine liebste Jahreszeit (Ma saison préférée) – Regie: André Téchiné
- Drei Farben: Blau (Trois couleurs: Bleu) – Regie: Krzysztof Kieślowski
- Die Besucher (Les Visiteurs) – Regie: Jean-Marie Poiré

### Beste Regie (Meilleur réalisateur)
Alain Resnais – Smoking / No Smoking
- Claude Berri – Germinal
- Bertrand Blier – Eins, zwei, drei, Sonne (Un deux trois soleil)
- Krzysztof Kieslowski – Drei Farben: Blau (Trois couleurs: Bleu)
- Jean-Marie Poiré – Die Besucher (Les Visiteurs)
- André Téchiné – Meine liebste Jahreszeit (Ma saison préférée)

### Bester Hauptdarsteller (Meilleur acteur)
Pierre Arditi – Smoking / No Smoking
- Daniel Auteuil – Meine liebste Jahreszeit (Ma saison préférée)
- Michel Boujenah – Le Nombril du monde
- Christian Clavier – Die Besucher (Les Visiteurs)
- Jean Reno – Die Besucher (Les Visiteurs)

### Beste Hauptdarstellerin (Meilleure actrice)
Juliette Binoche – Drei Farben: Blau (Trois couleurs: Bleu)
- Sabine Azéma – Smoking / No Smoking
- Josiane Balasko – Tout le monde n’a pas eu la chance d’avoir des parents communistes
- Catherine Deneuve – Meine liebste Jahreszeit (Ma saison préférée)
- Anouk Grinberg – Eins, zwei, drei, Sonne (Un deux trois soleil)
- Miou-Miou – Germinal

### Bester Nebendarsteller (Meilleur acteur dans un second rôle)
Fabrice Luchini – Alles für die Liebe (Tout ça pour ça)
- Didier Bezace – Doppelte Tarnung (Profil bas)
- Jean-Pierre Darroussin – Cuisine et dépendances
- Thomas Langmann – Le Nombril du monde
- Jean-Roger Milo – Germinal

### Beste Nebendarstellerin (Meilleure actrice dans un second rôle)
Valérie Lemercier – Die Besucher (Les Visiteurs)
- Myriam Boyer – Eins, zwei, drei, Sonne (Un deux trois soleil)
- Judith Henry – Germinal
- Marie Trintignant – Les Marmottes
- Marthe Villalonga – Meine liebste Jahreszeit (Ma saison préférée)

### Bester Nachwuchsdarsteller (Meilleur jeune espoir masculin)
Olivier Martinez – Eins, zwei, drei, Sonne (Un deux trois soleil)
- Guillaume Depardieu – Der Killer und das Mädchen (Cible émouvante)
- Mathieu Kassovitz – Lola liebt’s Schwarzweiß (Métisse)
- Melvil Poupaud – Verrückt – nach Liebe (Les Gens normaux n’ont rien d’exceptionnel)
- Christopher Thompson – Les Marmottes

### Beste Nachwuchsdarstellerin (Meilleur jeune espoir féminin)
Valeria Bruni Tedeschi – Verrückt – nach Liebe (Les Gens normaux n’ont rien d’exceptionnel)
- Virginie Ledoyen – Les Marmottes
- Chiara Mastroianni – Meine liebste Jahreszeit (Ma saison préférée)
- Florence Pernel – Drei Farben: Blau (Trois couleurs: Bleu)
- Karin Viard – La Nage indienne

### Bestes Erstlingswerk (Meilleur premier film)
Der Duft der grünen Papaya (Odeur de la papaye verte) – Regie: Trần Anh Hùng
- Le Fils du requin – Regie: Agnès Merlet
- Der Killer und das Mädchen (Cible émouvante) – Regie: Pierre Salvadori
- Lola liebt’s Schwarzweiß (Métisse) – Regie: Mathieu Kassovitz
- Verrückt – nach Liebe (Les Gens normaux n’ont rien d’exceptionnel) – Regie: Laurence Ferreira Barbosa

### Bestes Drehbuch (Meilleur scénario original ou adaptation)
Jean-Pierre Bacri und Agnès Jaoui – Smoking / No Smoking
- Claude Berri und Arlette Langmann – Germinal
- Christian Clavier und Jean-Marie Poiré – Die Besucher (Les Visiteurs)
- Krzysztof Piesiewicz und Krzysztof Kieślowski – Drei Farben: Blau (Trois couleurs: Bleu)
- André Téchiné und Pascal Bonitzer – Meine liebste Jahreszeit (Ma saison préférée)

### Beste Filmmusik (Meilleure musique écrite pour un film)
Khaled – Eins, zwei, drei, Sonne (Un deux trois soleil)
- Eric Lévi – Die Besucher (Les Visiteurs)
- Zbigniew Preisner – Drei Farben: Blau (Trois couleurs: Bleu)
- Jean-Louis Roques – Germinal

### Bestes Szenenbild (Meilleurs décors)
Jacques Saulnier – Smoking / No Smoking
- Jacques Bufnoir – Le Bâtard de Dieu
- Hoang Thanh At und Christian Marti – Germinal

### Beste Kostüme (Meilleurs costumes)
Moidele Bickel, Sylvie Gautrelet und Caroline de Vivaise – Germinal
- Catherine Leterrier – Die Besucher (Les Visiteurs)
- Franca Squarciapino – Die Kindheit des Sonnenkönigs (Louis, enfant roi)

### Beste Kamera (Meilleure photographie)
Yves Angelo – Germinal
- Renato Berta – Smoking / No Smoking
- Sławomir Idziak – Drei Farben: Blau (Trois couleurs: Bleu)

### Bester Ton (Meilleur son)
Jean-Claude Laureux und William Flageollet – Drei Farben: Blau (Trois couleurs: Bleu)
- Pierre Gamet und Dominique Hennequin – Germinal
- Bernard Bats und Gérard Lamps – Smoking / No Smoking

### Bester Schnitt (Meilleur montage)
Jacques Witta – Drei Farben: Blau (Trois couleurs: Bleu)
- Albert Jurgenson – Smoking / No Smoking
- Catherine Kelber – Die Besucher (Les Visiteurs)
- Hervé de Luze – Germinal

### Bester Kurzfilm (Meilleur court métrage)
Gueule d’atmosphère – Regie: Olivier Péray
- Das Leben der Anderen (Comment font les gens) – Regie: Pascale Bailly
- Empreintes – Regie: Camille Guichard
- Ex-memoriam – Regie: Beriou

### Bester ausländischer Film (Meilleur film étranger)
Das Piano (The Piano), Australien/Neuseeland/Frankreich – Regie: Jane Campion
- Lebewohl, meine Konkubine (Ba wang bie ji), China/Hong Kong – Regie: Chen Kaige
- Manhattan Murder Mystery, USA – Regie: Woody Allen
- Raining Stones, Großbritannien – Regie: Ken Loach
- The Snapper, Großbritannien/Irland – Regie: Stephen Frears

## Ehrenpreis (César d’honneur)
- Jean Carmet, französischer Schauspieler